# ティナリウェン

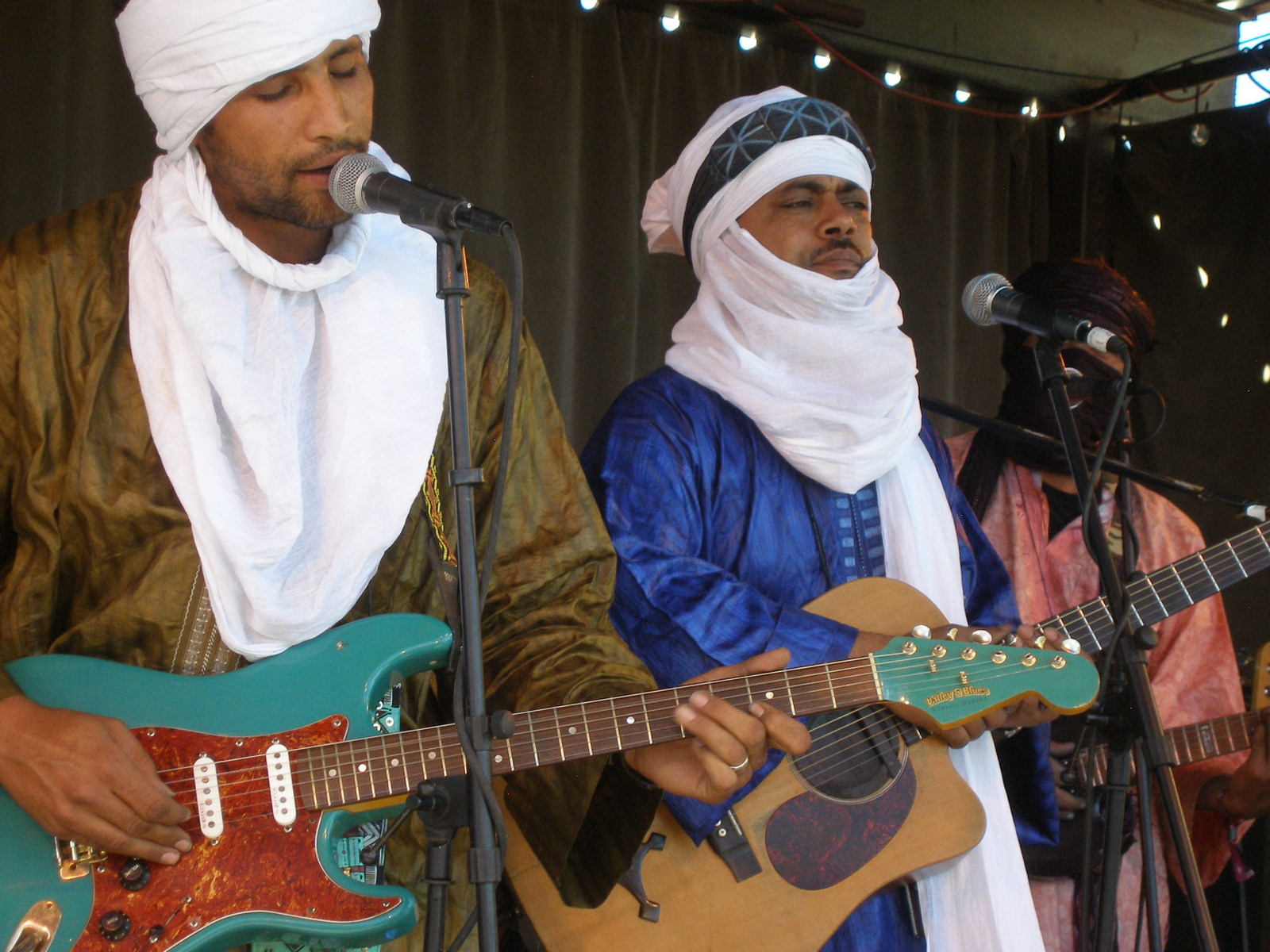
ティナリウェン（2011年）

ティナリウェン（Tinariwen）は、サハラ砂漠西部のトゥアレグ族が結成したバンド。1979年よりマリ共和国北東部のキダルを拠点に活動している。

## 来歴
1979年に、アルジェリアとリビアでトゥアレグ族の亡命者たちを中心に結成された。
トゥアレグ人が自治権を求めて、マリ共和国政府と武装闘争を繰り広げる中、マリ北東部のキダルを拠点に活動し、カセット・テープでアルバムを発表。
2001年に初めてのCDにして、アフリカ以外でリリースされる初作品『ザ・レイディオ・ティスダス・セッションズ』を発表。
フランス語とトゥアレグ語による歌詞を用い、「砂漠のブルース」とも称されるサウンドは、ブルースのみならず、民俗的な要素も多分に反映した独自のものであり、その目新しさから称賛を浴び、2012年には第54回グラミー賞において最優秀ワールドミュージック・アルバム賞を受賞した。
2018年、第60回グラミー賞においても最優秀ワールドミュージック・アルバム賞を受賞した。

## メンバー

### 現役ツアー・メンバー
- イブラヒム・アグ・アルハビブ (Ibrahim Ag Alhabib) – ギター、ボーカル (創設メンバー)
- アルハッサン・アグ・トウハミ (Alhassane Ag Touhami) – ギター、ボーカル (創設メンバー)
- アブダラ・アグ・アルハウセイニ (Abdallah Ag Alhousseyni) – ギター、ボーカル (創設メンバー)
- エヤドゥ・アグ・レチェ (Eyadou Ag Leche) – ベース、ギター、パーカッション、ボーカル
- サイード・アグ・アヤド (Said Ag Ayad) – パーカッション、バック・ボーカル
- エラガ・アグ・ハミド (Elaga Ag Hamid) – ギター、バック・ボーカル

### ツアー以外のメンバー、旧メンバー
- インテイェデン・アグ・アブリル (Inteyeden Ag Ablil) – ギター、ボーカル (創設メンバー、1994年死去)
- リヤ・"ディアラ"・アグ・アブリル (Liya "Diarra" Ag Ablil) – ギター、ボーカル (創設メンバー)
- アブダラ・"インティダオ"・アグ・ラミダ (Abdallah "Intidao" Ag Lamida) – ギター、バック・ボーカル
- モハメド・アグ・タハダ (Mohammed Ag Tahada) – パーカッション
- イヤド・ムーサ・アブデラフマネ (Iyad Moussa Abderrahmane) – ギター、ボーカル
- モハメド・"ジャポネ"・アグ・イトラレ (Mohammed "Japonais" Ag Itlale) – ギター、ボーカル (2021年死去)[2][3]
- ケドゥ・アグ・オサド (Kedou Ag Ossad) – ギター、ボーカル
- スウェイルウム (Sweiloum) – ギター、ボーカル
- フォイ・フォイ (Foy Foy) – ギター、ボーカル
- アブハディッド (Abouhadid) – ギター、ボーカル
- ウォノウ・ワレット・シダティ (Wonou Walet Sidati) – ボーカル
- ケサ・マレット・ハミド (Kesa Malet Hamid) – ボーカル
- ミナ・ワレット・オウマール (Mina Walet Oumar) – ボーカル
- ウォノウ・ワレット・オウマール (Wonou Walet Oumar) – ボーカル (2005年死去)

## ディスコグラフィ

### スタジオ・アルバム
- Kel Tinariwen (1992年)
- Ténéré (1993年)
- 『ザ・レイディオ・ティスダス・セッションズ』 - The Radio Tisdas Sessions (2001年)
- 『アマサクル』 - Amassakoul (2004年)
- 『アマン・イマン〜水こそ命』 - Aman Iman: Water is Life (2007年)
- 『イミディワン〜アフリカの仲間たち』 - Imidiwan: Companions (2009年)
- 『タッシリ』 - Tassili (2011年)
- 『エンマー〜灼熱の風〜』 - Emmaar (2014年)
- 『エルワン〜～エレファント』 - Elwan (2017年)
- 『アマジャー〜名もなき旅人』 - Amadjar (2019年)
- 『アマツー』 - Amatssou (2023年)

### ライブ・アルバム
- 『不屈の魂〜ライヴ・イン・パリ』 - Live In Paris (2015年)

### DVD
- 『ライブ・イン・ロンドン』 - Live In London (2008年)